# По кусочкам (мультфильм)
«По кусо́чкам» (англ. Piece by Piece) — американский анимационный биографический документальный комедийный фильм соавтора сценария, сопродюсера и режиссёра Моргана Невилла. Проект рассказывает о жизни и карьере американского музыканта Фаррелла Уильямса через призму Lego-анимации. «По кусочкам» — шестой полнометражный фильм Lego, предназначенный для проката в кинотеатрах, и первый, выпущенный под эгидой Universal Pictures. Производством мультфильма занимались компании Lego Group, Tremolo Productions и I Am Other. Помимо Уильямса и Невилла, в озвучке принимали участие Гвен Стефани, Кендрик Ламар, Тимбалэнд, Джастин Тимберлейк, Баста Раймс, Jay-Z и Snoop Dogg.
Уильямс вынашивал идею фильма о себе с 2013 года; после переговоров с Невиллом в 2019 году он всерьёз задумался о создании документального проекта в формате анимационного мюзикла. Невилл брал интервью у коллег Уильямса удалённо в период пандемии COVID-19, а после снял с музыкантом некоторые сцены. Lego Group создала минифигурки часто работавших с Уильямсом людей и детали для них, лучше всего отражающие афроамериканскую культуру. Уильямс спродюсировал мультфильм и написал для него пять оригинальных песен.
Премьера мультфильма «По кусочкам» состоялась 30 августа 2024 года на кинофестивале «Теллурайд». 11 октября компания Focus Features выпустила картину на территории США и Канады, а Universal Pictures отвечала за международный прокат. Проект получил положительные отзывы критиков, хваливших его за озвучку, режиссуру, юмор, саундтрек и анимацию, но в прокате не окупился; при бюджете в $ 16 млн сборы составили $ 10,7 млн.

## Сюжет
Мультфильм начинается с того, что Фаррелл Уильямс даёт интервью режиссёру документального кино Моргану Невиллу. Фаррелл заявляет, что хочет рассказать о себе в формате Lego-фильма, поскольку видит мир как набор Lego, позволяющий собрать конструкцию из заранее созданного материала.
История Фаррелла начинается в городе Верджиния-Бич, где он жил вместе с родителями, Фароа и Кэролин, в жилом комплексе Atlantis. У мальчика была синестезия, позволявшая ему видеть цвета в музыке. Любовь к музыке Фарреллу привили песни Стиви Уандера и других артистов. В школе, где учёба давалась ему тяжело, мальчик познакомился со своим будущим коллегой Чадом Хьюго и с другими будущими музыкантами — Мисси Эллиотт, Pusha T и Тимбалэндом.
Фаррелл и Чад объединились в дуэт, который назвали The Neptunes. Они выступали на школьном конкурсе талантов, где их заметил знаменитый музыкальный продюсер Тедди Райли. Впечатлившись игрой парней, Тедди подписал с ними контракт. Фаррелл иногда помогал Тедди с работой (например, написал куплет для песни «Rump Shaker» группы Wreckx-n-Effect), но работа с продюсером подразумевала, что Фаррелл не мог писать свою музыку.
Позднее Фаррелл и Чад работали с рэпером N.O.R.E. («Superthug»), дуэтом Clipse, в состав которого входили Pusha T и Malice, и Mystikal («Shake Ya Ass»). Этим они привлекли к себе внимание других известных артистов, таких как Jay-Z, Баста Раймс, Гвен Стефани и Джастин Тимберлейк. Jay-Z называет Фаррелла «младшим братом», которого другие артисты в индустрии хотят оберегать, поскольку многие из них попали туда именно благодаря ему.
Позднее Фарреллу и Чаду удалось поработать со Snoop Dogg, известным благодаря своему амплуа гангста-рэпера. После встречи, где партнёры надышались «аэрозоля 6+» (англ. PG Spray; подразумевается марихуана), они придумали песню «Drop It Like It’s Hot». По словам Snoop Dogg, песня стала его первым синглом номер один, а Фаррелл пробудил его весёлую сторону.
Фаррелл пытался начать сольную карьеру, и первой его попыткой стал сингл «Frontin’» при участии Jay-Z. По словам одного из продюсеров, песня должна была закрепить за музыкантом статус сольного исполнителя. Фаррелл упорно пытался создать свой бренд, осваивая помимо музыки, например, производство скейтбордов и индустрию моды. Он стоял у истоков бренда Billionaire Boys Club и обуви Ice Cream. По словам других людей, Фаррелл в попытках расшириться забыл про искру, которая всегда им двигала. В конце концов музыканту удалось вернуться в музыку посредством песни «Get Lucky», которую он написал совместно с группой Daft Punk и Найлом Роджерсом. Эта песня принесла им премию «Грэмми» за лучшую запись года.
Жена Фаррелла Хелен рассказывает о том, как они познакомились. На одной из вечеринок она заметила его в окружении других девушек, а тот, в свою очередь, заметил её и подошёл к ней, начав задавать различные вопросы; так продолжалось до того момента, пока Хелен не сказала, что у неё есть парень. Позднее она с ним рассталась и стала встречаться с Фарреллом, и в конце концов они поженились.
Когда Фаррелл был в творческом тупике, ему поступило предложение писать музыку для серии мультфильмов «Гадкий я». Время, проведённое с семьёй, — а в особенности с маленьким сыном Рокетом, — вдохновляет его на создание песни «Happy». Песня имеет огромный успех по всему миру, и люди из разных стран воссоздают клип на неё. Фаррелл приходит на интервью к Опре Уинфри, где начинает плакать.
Пока Фаррелл рассказывает Невиллу о том, как семья и друзья привели его к успеху, его охватывают эмоции. Он также обсуждает политическую ситуацию, особое внимание уделяя жестокости полиции по отношению к афроамериканцам. Фаррелл написал припев для песни Кендрика Ламара «Alright», ставший популярным лозунгом различных общественных объединений, в частности движения Black Lives Matter.
В кульминации мультфильма Фаррелл вновь делится с Невиллом своим взглядом на жизнь, в которой человек волен строить нечто лучшее по аналогии с конструктором Lego. Картина завершается концертом Фаррелла, на котором тот исполняет свою новую песню «Piece by Piece».

## Роли озвучивали
- Фаррелл Уильямс озвучивает самого себя[7]
- Морган Невилл[англ.] озвучивает самого себя[7]
- Гвен Стефани озвучивает саму себя[7]
- Кендрик Ламар озвучивает самого себя[7]
- Тимбалэнд озвучивает самого себя[7]
- Джастин Тимберлейк озвучивает самого себя[7]
- Баста Раймс озвучивает самого себя[7]
- Jay-Z озвучивает самого себя[7]
- Snoop Dogg озвучивает самого себя[7]
- Pusha T озвучивает самого себя
- Мисси Эллиотт озвучивает саму себя
- Nigo[англ.] озвучивает самого себя
- Тедди Райли[англ.] озвучивает самого себя
- Tyler, the Creator — мистер Торогуд, учитель Фаррелла

Кроме того, самих себя в мультфильме озвучили Чад Хьюго, Шей Хейли, N.O.R.E., Daft Punk, Джимми Айовин, Тэмми Лукас, родители Фаррелла Фароа и Кэролин Уильямс и жена Фаррелла Хелен Ласичан.

## Создание

### Замысел
Производство мультфильма длилось пять лет. В 2013 году после успеха песен «Happy» и «Get Lucky» агент Уильямса посоветовал ему создать документальный проект, такой, «какой [он] сам хотел бы видеть». Уильямса не интересовало создание «традиционного» байопика, вместо этого он хотел рассказать свою историю в более творческом и «жанровом» стиле, чтобы зрители могли «погрузиться в мир, где возможно всё». «В то время все так делали, а я думал: „Ну нет“. Я никогда не хотел повторять за другими», — вспоминает музыкант. В начале 2019 года Уильямс связался с агентом Невилла, чтобы обсудить с ним идею фильма, и когда Невилл услышал задумку Уильямса, он согласился помочь в работе над проектом. «Я не то чтобы хотел таким заниматься, но когда мне дали возможность снять документалку так, как я захочу, а Морган поднял руку, я подумал: „Окей, это может быть интересно“», — подтвердил свой настрой Уильямс. Коллега-продюсер Уильямса Мими Вальдес помогла ему решить, какие моменты жизни и карьеры стоит включить в проект.
Поначалу Невилл лично встречался с Уильямсом в 2020 году. Во время пандемии COVID-19 Невилл позвал в проект друзей и коллег Уильямса. Как он сам вспоминает, «не было никого, кто колебался бы, когда мы к нему обратились». По большей части работа режиссёра с ними сводилась к телефонным разговорам с людьми и отправке к ним звукорежиссёров в случае, если те не могли быть в студии. Невилл снял несколько сцен в реальном времени, среди которых момент с Уильямсом в Верджиния-Бич. Поскольку этот проект стал для Невилла дебютом в анимации, режиссёр считал «невероятно захватывающей» возможность контролировать все визуальные аспекты картины, чего он не мог делать во время съёмок своих ранних фильмов. Анимационный формат, по его словам, помог лучше передать историю Уильямса. В апреле 2020 года компания Universal Pictures приобрела права на создание фильмов по мотивам конструктора Lego, которых ранее лишилась компания Warner Bros. Pictures в связи с кассовым провалом мультфильма «Лего. Фильм 2» (2019). Права действовали до 2025 года.
Невилл и Уильямс «множество раз» обсуждали с Lego Group создание для минифигурок волос и оттенков кожи, наиболее точно отражающих культуру афроамериканцев, заставляя компанию досконально изучать различные причёски и черты лица. Специально для мультфильма Lego разработала новые детали бумбоксов и вертушек, а также впервые воссоздала студию звукозаписи. Компания создала и минифигурки коллег Уильямса.
6 июня 2024 года стало известно, что роли в мультфильме озвучили сам Уильямс, Гвен Стефани, Кендрик Ламар, Тимбалэнд, Джастин Тимберлейк, Jay-Z, Snoop Dogg и Баста Раймс. В интервью Variety, опубликованном в тот же день, Невилл рассказал о появлении в ленте группы Daft Punk.

### Музыкальное сопровождение
Уильямс написал для проекта пять оригинальных песен, двум из которых уделил особое внимание. Первая, по его словам, «создана для конкретной сцены», а вторая, также созданную для определённой сцены, «похожа на мой тезис: [о том, что] Бог — величайший». В мультфильме звучат композиции, написанные им в соавторстве со своим давним партнёром Чадом Хьюго, а также песни, которые Уильямс писал с другими артистами, такие как «Get Lucky» от Daft Punk и «Rump Shaker» группы Wreckx-n-Effect. Музыку к проекту написал Майкл Эндрюс.
Первый сингл из саундтрека, «Piece by Piece», вышел 13 сентября 2024 года. В его записи участвовал маршировочный оркестр Fabulous Marching Cavaliers из Средней школы принцессы Анны. Лейблы I Am Other и Columbia Records выпустили полный саундтрек-альбом 11 октября, в день премьеры мультфильма.

## Рекламная кампания
Проект был анонсирован 26 января 2024 года. 6 июня Focus Features и Уильямс представили первый трейлер. В начале ролика показано интервью Lego-Уильямса Невиллу, после которого музыкант рассказывает о своей карьере. В отзыве для USA Today Брендан Морроу написал, что «проект похож на уникальную смесь мультфильма и документалки». Dexerto обратил внимание на присутствие в картине Кендрика Ламара, к которому в тот момент времени было приковано внимание общественности в связи с конфликтом между ним и канадским рэпером Дрейком; многие комментаторы называли певца «KenBRICK Lamar» (от слов «Kendrick» и «Brick» — кирпичик). 29 августа появился постер мультфильма, на котором засветилась группа Daft Punk. На Кинофестивале в Торонто, где показывали ленту, была размещена Lego-фигура Уильямса. 20 сентября Lego для продвижения мультфильма создала сайт Piece By Piece Lego Minifigure Generator.

## Премьера
Мировая премьера мультфильма «По кусочкам» состоялась 30 августа 2024 года на 51-м кинофестивале «Теллурайд», картина стала фильмом открытия фестиваля. 7 сентября проект показали на Кинофестивале в Торонто. 20 октября «По кусочкам» стал фильмом закрытия 68-го Лондонского кинофестиваля. Focus Features отвечала за прокат мультфильма в США, а Universal Pictures выпустила его в других странах; в американских кинотеатрах премьера состоялась 11 октября, а в Великобритании картина вышла 8 ноября.

### Релиз на носителях
29 декабря 2024 года Universal Pictures Home Entertainment выпустила «По кусочкам» в онлайн-кинотеатрах, а 17 декабря состоялся релиз на Blu-ray и DVD.

### Попытки саботажа со стороны PETA
Во время премьеры на Кинофестивале в Торонто мероприятие попыталась саботировать сотрудница организации «Люди за этичное отношение к животным» (англ. People for the Ethical Treatment of Animals, сокр. PETA), протестовавшая против коллекции мужской одежды от дома моды Louis Vuitton, креативным директором которого является Уильямс. Женщина держала плакат с надписью «Фаррелл, хватит поощрять убийство животных ради моды» (англ. Pharrell: Stop Supporting Killing Animals for Fashion), бегала по залу, кричала на Уильямса и забиралась на сцену. Уильямс согласился с протестующей и поощрил её действия, несколько раз повторяя фразу «Храни вас Бог», вдохновляя зрителей аплодировать и повторять за ним, пока женщину не выгнали. На Лондонском кинофестивале появилось уже двое сотрудников PETA, принёсших табличку с такой же надписью.

## Восприятие

### Кассовые сборы
«По кусочкам» собрал $ 9,7 млн в США и Канаде и $ 1 млн на территории других стран, в общей сложности собрав $ 10,7 млн по всему миру.
В США и Канаде «По кусочкам» вышел в прокат в один день с фильмами «Ужасающий 3», «Ученик. Восхождение Трампа», «Моя геройская академия: Ты следующий» и «Шоу субботним вечером». Ожидалось, что в свой дебютный уик-энд мультфильм заработает $ 3—5 млн в 1851 кинотеатре. В первый день проект собрал $ 1,5 млн с учётом $ 450 000, заработанных в четверг. К концу уик-энда он собрал $ 3,85 млн, оказавшись на пятом месте бокс-офиса.

### Отзывы критиков
По данным агрегатора Rotten Tomatoes, 
83 % из 125 обзоров были положительными, со средней оценкой 6,6 из 10. Сайт обобщает мнения критиков так: «Этот необычный и каким-то образом безупречный подход к документальному кино в самых ярких цветах изображает карьеру Фаррелла Уильямса как живой пример силы веры в себя». На Metacritic средневзвешенная оценка мультфильма составляет 63 балла из 100 на основе 32 рецензий, что соответствует критерию «в основном положительные отзывы». Зрители, опрошенные для CinemaScore, дали картине среднюю оценку «A» по шкале от «A+» до «F», а сервис PostTrak опубликовал 84 % положительных отзывов, причём 63 % опрошенных заявили, что порекомендовали бы картину к просмотру.
Журналист Deadline Hollywood Пит Хаммонд написал, что мультфильм «представляет собой свежий и оригинальный взгляд на формат документального кино, отчего тот ощущается совершенно по-новому». Журналист остался доволен тем, как Невилл и Уильямс изобразили синестезию последнего для демонстрации песен музыканта как «прекрасной музыкальной фантазии». Хаммонд также выделил ход сюжета, назвав своим любимым моментом сцену, в которой «сверхуверенная в себе сторона музыканта на встречах с руководителями звукозаписывающих компаний творит, что в голову взбредёт». «Это документалка? Байопик? Мультфильм? Мюзикл? Исследование персонажа? Уильямс и Невилл разобрали эти жанры и собрали их в единое совершенное полотно», — написал он в заключении. В своей рецензии для Entertainment Weekly Морин Ли Ленкер поставила картине оценку «B—», назвав её «свежим подходом к документалке с говорящими головами, воссоздающим моменты из прошлого Уильямса в окружении конструктора Lego и визуализирующим его отношения с музыкой с помощью цветастых, светящихся деталек». Ленкер понравились Lego-версии Уильямса и его коллег, придающие мультфильму яркости, но при этом она сочла, что некоторые сцены смотрелись бы лучше в рамках игрового кино. Несмотря на то, что журналистка сетовала на недостаток погружения в процесс создания Уильямсом музыки, она осталась довольна «милой историей создания большого хита Фаррелла „Happy“ и его эмоциональной реакцией на успех песни», а также некоторыми другими моментами.
В обзоре для IndieWire Калеб Хаммонд назвал начало мультфильма его лучшей сценой, похвалив «превосходные гэги и яркую картинку, креативно использующую сеттинг Lego». Также ему понравилась сцена, в которой Уильямс и его коллега Чад Хьюго, находясь в студии у Snoop Dogg, надышались дыма каннабиса и придумали песню «Drop It Like It’s Hot». Однако рецензенту не понравилось то, что Хьюго стал комедийным персонажем второго плана, а также недостаточное погружение в творческую деятельность Уильямса и «замалчивание» таких моментов, как причина распада группы The Neptunes. Хаммонд остался доволен тем, что Уильямс признал своё высокомерие в «неудачный период» своей карьеры, хоть и счёл это признание «поверхностным» и сделанным лишь для перехода к «более радостному» финальному акту истории. Журналист поставил мультфильму оценку «B—», назвав его визуально изобретательным и позитивным. По мнению Ловии Гьярке из The Hollywood Reporter, свойственная Уильямсу непочтительность означает, что идея создания проекта в формате Lego-фильма не является «совсем уж странной и из ряда вон выходящей». Хотя журналистка сочла данное видение истории Уильямса «милым и вдохновляющим», она назвала его биографией знаменитости, «отмеченной типичной для таких историй агиографической неискренностью». По словам Гьярке, хотя Невилл вложил в мультфильм идею о принятии себя, самыми убедительными стали моменты из жизни Уильямса, и несмотря на свою уклончивость, проект демонстрирует вдохновляющий пример успеха.

## Награды и номинации
| Награда                                                  | Дата церемонии вручения | Категория                                                  | Получатель(-и)                 | Результат | Прим.         |
| -------------------------------------------------------- | ----------------------- | ---------------------------------------------------------- | ------------------------------ | --------- | ------------- |
| Премия AARP «Фильмы для взрослых»                        | 23 февраля 2025         | «Лучший документальный фильм»                              | «По кусочкам»                  | Номинация | [ 41 ]        |
| «Энни»                                                   | 8 февраля 2025          | «Лучшая музыка в анимационном полнометражном фильме»       | Фаррелл Уильямс и Майкл Эндрюс | Номинация | [ 42 ]        |
| Премия «Астра» в области изобразительного искусства      | 8 декабря 2024          | «Лучшая песня»                                             | «Piece by Piece»               | Номинация | [ 43 ]        |
| Black Reel Awards                                        | 10 февраля 2025         | «Лучший документальный фильм»                              | Морган Невилл                  | Номинация | [ 44 ]        |
| Black Reel Awards                                        | 10 февраля 2025         | «Лучший оригинальный саундтрек»                            | «По кусочкам»                  | Номинация | [ 44 ]        |
| Black Reel Awards                                        | 10 февраля 2025         | «Лучшая оригинальная песня»                                | «Piece by Piece»               | Номинация | [ 44 ]        |
| «Премия «Выбор критиков» в области документального кино» | 10 ноября 2024          | «Лучший документальный фильм»                              | «По кусочкам»                  | Номинация | [ 45 ]        |
| «Премия «Выбор критиков» в области документального кино» | 10 ноября 2024          | «Лучший музыкальный документальный фильм»                  | «По кусочкам»                  | Номинация | [ 45 ]        |
| Международный кинофестиваль Heartland                    | 2024                    | «Прорыв в кинематографе»                                   | «По кусочкам»                  | Победа    | [ 46 ]        |
| Hollywood Music in Media Awards                          | 20 ноября 2024          | «Оригинальная песня — документальный фильм»                | «Piece by Piece»               | Номинация | [ 47 ] [ 48 ] |
| Hollywood Music in Media Awards                          | 20 ноября 2024          | «Музыкальный документальный фильм — специальная программа» | «По кусочкам»                  | Победа    | [ 47 ] [ 48 ] |
| Hollywood Music in Media Awards                          | 20 ноября 2024          | «Альбом-саундтрек»                                         | «По кусочкам»                  | Номинация | [ 47 ] [ 48 ] |
| Премия NAACP Image                                       | 22 февраля 2025         | «Лучший анимационный фильм»                                | «По кусочкам»                  | Номинация | [ 49 ]        |